# Annectacarus parallelus
Annectacarus parallelus är en kvalsterart som först beskrevs av Berlese 1916.  Annectacarus parallelus ingår i släktet Annectacarus och familjen Lohmanniidae. Inga underarter finns listade i Catalogue of Life.